# 山鹿市立三岳小学校
山鹿市立三岳小学校（やまがしりつ みたけしょうがっこう）は、熊本県山鹿市津留にあった小学校。2023年（令和5年度）に山鹿市立山鹿小学校に編入された。

## 沿革
- 1872年5月 - 寺子屋式の仮校舎を下宮、山下、寺島の三ヶ所に設立。
- 1875年8月 - 津留に第十三番中学区第六大区十三小区公立津留小学校設立。小坂に第十三番中学区第六大区十四小区公立小坂小学校設立。
- 1879年 - 寺島井出ノ口に公立寺島小学校設立。
- 1887年4月 - これまでの尋常小学校を三岳村立尋常津留小学校とし、小坂校を支校、寺島校を出張教場とする。
- 1892年4月 - 三岳村立津留尋常小学校と改称。
- 1892年8月 - 寺島出張教場を廃止し本校に合併。小坂支校は小坂尋常小学校となる。
- 1909年4月 - 津留、小坂を合併し、三岳村立三岳尋常小学校となる。
- 1909年9月 - 現在地に新築校舎落成。
- 1914年4月 - 三岳村立三岳常高等小学校と改称。
- 1941年4月 - 三岳国民学校と改称。
- 1947年4月 - 三岳村立三岳小学校と改称。
- 1954年4月 - 山鹿市立三岳小学校と改称。
- 2023年
  - 2月12日 - 三岳小学校閉校記念式典を開催[2][3]。
  - 3月31日 - 山鹿市立平小城小学校とともに山鹿市立山鹿小学校に統合される。